# Pseudocalotes saravacensis
Pseudocalotes saravacensis — вид ігуаноподібних ящірок родини агамових (Agamidae). Ендемік Малайзії.

## Поширення і екологія
Pseudocalotes saravacensis відомі з типової місцевості, розташованої у верхів'ях річки Енгкарі, на території заповідника Ланджак-Ентімау на півдні штату Саравак на півострові Калімантан, на висоті 240 м над рівнем моря. Вони живуть у вологих тропічних лісах. Ведуть деревний спосіб життя.